# 28-as busz (Győr)
A győri 28-as jelzésű autóbusz Marcalváros, Kovács Margit utca és LOC 2 logisztikai csarnok között közlekedik. A járatot a Volánbusz üzemelteti.

## Útvonala
| LOC 2 logisztikai csarnok felé | Marcalváros, Kovács Margit utca felé |
| --- | --- |
| Marcalváros, Kovács Margit utca vá. – Mécs László utca – Bakonyi út – Lajta út – Vasvári Pál utca – Ifjúság körút – Kodály Zoltán utca – Szigethy Attila út – Fehérvári út – Tatai út – Tibormajori út – Ipari Park, Almafa utca, Czompa Kft. – Tibormajori út – LOC 2 logisztikai csarnok vá. | LOC 2 logisztikai csarnok vá. – Tibormajori út – Ipari Park, Almafa utca, Czompa Kft. – Tibormajori út – Tatai út – Fehérvári út – Szigethy Attila út – Kodály Zoltán utca – Ifjúság körút – Vasvári Pál utca – Lajta út – Bakonyi út – Mécs László utca – Marcalváros, Kovács Margit utca vá. |

## Megállóhelyei
| 0  | Marcalváros, Kovács Margit utca végállomás                         | 24 | 1, 1A, 11, 11Y, 14, 14B, 21, 21B, 22, 22A, 22B, 22Y, 23, 24, 25, 26, 37T, 42 | LIDL, TESCO, GYSZSZC Krúdy Gyula Gimnáziuma, Két Tanítási Nyelvű Középiskolája, Turisztikai és Vendéglátóipari Szakképző Iskolája, Arany János Általános Iskola                 |
| 1  | Bakonyi út, Gerence út (Korábban: Gerence út, PÁGISZ ÁMK)          | ∫  | 11, 11Y, 14, 14B, 21, 21B, 22, 22A, 22B, 22Y, 23, 24, 25, 26, 42             | Győri Műszaki Szakképzési Centrum Pattantyús-Ábrahám Géza Ipari Szakgimnáziuma és Szakközépiskolája                                                                             |
| ∫  | Bakonyi út, marcalvárosi aluljáró (Korábban: Gerence út, aluljáró) | 23 | 11, 11Y, 14, 14B, 21, 21B, 22, 22A, 22B, 22Y, 23, 24, 25, 26, 42             | |
| 2  | Lajta út, gyógyszertár                                             | 21 | 11, 11Y, 14, 14B, 22, 22A, 22B, 22Y, 23, 24, 25, 26, 42                      | Dr. Kovács Pál Megyei Könyvtár Marcalvárosi Fiókkönyvtára, Mesevár Óvoda, Kovács Margit Óvoda, Idősek Otthona                                                                   |
| 4  | Lajta út, posta                                                    | 19 | 11, 11Y, 14, 14B, 22, 22A, 22B, 22Y, 23, 24, 25, 26, 42                      | Benedek Elek Óvoda, Posta, Brunszvik Teréz Német Nemzetiségi Óvoda, Szent-Györgyi Albert Egészségügyi és Szociális Szakképző Iskola, Kovács Margit Általános Művelődési Központ |
| 6  | Vasvári Pál utca, kórház, főbejárat                                | 17 | 6, 11, 11Y, 14, 14B, 23, 24, 25, 26, 32, 34, 36, 37, 37T                     | Petz Aladár Megyei Oktató Kórház, Győr Plaza, Nemzeti Adó- és Vámhivatal Nyugat-dunántúli Regionális Bűnügyi Igazgatósága                                                       |
| ∫  | Ifjúság körút, Kodály Zoltán utca                                  | 15 | 17, 17B, 20, 23, 24, 41                                                      | Adyvárosi tó |
| 8  | Kodály Zoltán utca, gyógyszertár                                   | 14 | 7, 9, 9A, 17, 17B, 19, 19A, 20, 24, 41                                       | Fekete István Általános Iskola, Kassák Lajos úti Bölcsőde, Vuk Óvoda, Kuopio park                                                                                               |
| 9  | Kodály Zoltán utca, Földes Gábor utca                              | 13 | 7, 9, 9A, 14, 14B, 17, 17B, 19, 19A, 20, 24, 25, 41                          | Szivárvány Óvoda, Posta, Kuopio park, Fekete István Általános Iskola, Móra Ferenc Általános és Középiskola                                                                      |
| 11 | Szigethy Attila út, Fehérvári út                                   | 11 | 9, 9A, 14, 14B, 15, 19, 19A, 20, 20Y, 23, 24, 25, 27, 41                     | Festékgyár, Adyvárosi sportcentrum, Barátság park |
| 12 | Fehérvári út, Ipar utca                                            | ∫  | 7, 25                                                                        | Festékgyár, Adyvárosi sportcentrum |
| ∫  | 81-es út, Zöld utca                                                | 9  | 15, 27                                                                       | |
| 14 | Fehérvári út, Zöld utca                                            | ∫  | 7, 17, 17B, 25                                                               | |
| 16 | Tatai út, trafóház                                                 | 7  | 15, 25, 26, 38, 38A                                                          | |
| 19 | Ipari Park, E.ON Zrt.                                              | 4  | 15, 25, 26, 38, 38A                                                          | |
| 20 | Ipari Park, Szinflex Plus Kft.                                     | 3  | 15, 25, 26, 38, 38A                                                          | |
| 21 | Ipari Park, Almafa utca, Czompa Kft.                               | 2  | 15, 25, 26, 38, 38A                                                          | |
| 22 | LOC 1 logisztikai csarnok                                          | 1  |                                                                              | |
| 24 | LOC 2 logisztikai csarnok végállomás                               | 0  |                                                                              | |